# オードナンス QF 2ポンド砲
オードナンス QF 2ポンド砲（オードナンス QF 2ポンドほう、Ordnance QF 2 pounder）は、第二次世界大戦前にイギリスで巡航戦車 Mk.Iの主砲として開発された、口径40mmの戦車砲。イギリスの伝統により、口径ではなく砲弾の重量が名前になっている。
その後多くの戦車や装甲車の主砲として採用され、主に大戦前半のフランスや北アフリカで運用された。戦車砲型だけでなく対戦車砲型も作られ、歩兵の対戦車大隊で運用された。対戦車砲型は車輪を外して姿勢を低くでき、360度旋回が可能な凝った砲架を持っている。本砲の牽引用としてモーリスC8/ATが発注されている。

## 概要
同時期の他国の37mm砲よりも若干貫通力が高かったが、当初は用意されていた砲弾が徹甲弾のみで、装甲目標相手の場合にしか威力を発揮できなかった。このため北アフリカ戦線では、榴弾を持たないために敵の対戦車砲に対して有効な反撃ができず、戦車隊は大きな損害を出してしまった。榴弾は1943年以降に前線へ配備されたが、後述のリトルジョン・アダプターを装着した場合には使えない。また、当初、徹甲弾がドイツ戦車の表面硬化処理装甲に命中した場合、砲弾の方が砕けてしまい貫通させることができないなどの問題が発生、この問題を解決すべくAPCBC（低抵抗被帽付徹甲弾）が開発された。
より威力の大きい6ポンド砲に更新されるはずであったが、イギリス軍はフランスからの撤退（ダンケルクの戦い）際に、対戦車砲を含む重装備の全てを放棄せざるを得なかった。ドイツ国防軍による本土上陸の可能性もあるという緊急事態において新型を生産する余裕も無く、そのまま2ポンド砲の生産と配備が継続された。西ヨーロッパではチュニジアの戦いから現れたティーガー重戦車や、イタリアの戦いから現れたパンター中戦車の前には全く歯が立たない「ドアノッカー」と化してしまった。一方、ビルマなど極東で相手とした日本陸軍の装甲が薄い戦車に対しては、長期にわたって使用された。戦車の主砲や対戦車砲が6ポンド砲や75mm砲、さらには17ポンド砲となった後も装輪装甲車の武装として使用は継続された。

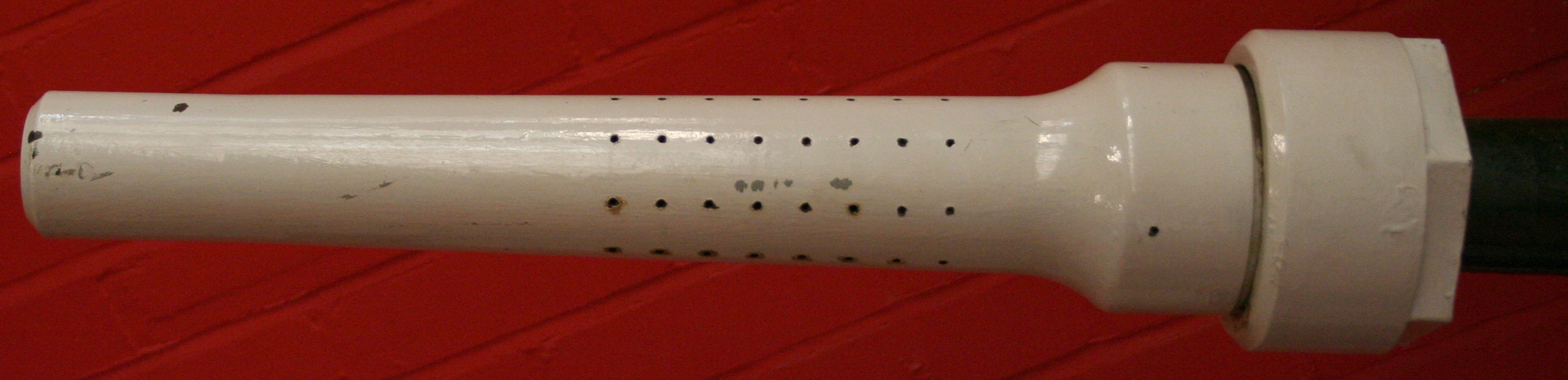
リトルジョン・アダプター

第二次世界大戦後半には1個装甲車小隊中1両の割合で、「リトルジョン・アダプター」が砲口に装着された。これは、チェコスロバキアから亡命したヤナチェク（英訳するとリトルジョン）技師が開発したもので、ドイツのゲルリッヒ砲と同じ原理でタングステン弾芯のAPSVが40mmから30mmに減口径されて発射された。高初速化による貫徹力改善が期待できたが、砲身寿命の短さなどの欠点もあり、また、2.8cm sPzB41の様に対応した榴弾は用意されなかった。
第二次大戦後には、FV601 サラディン装甲車用の武装として薬莢のサイズを40×304mm.Rから40×438mm.Rに変更した2-pdr HV Pipsqueakが試作され、初速1,295m/sのAPDSは射距離約1,000ydおよび弾着角60度の条件で85mmという装甲貫徹力を有したが、採用されなかった。
ドイツでは鹵獲砲を4cm PaK 192 (e)と呼称し、沿岸陣地などに配置したり、一部は同じく鹵獲したユニバーサル・キャリアに搭載して自走砲として運用したものもあった。
| 装甲貫徹力 | 装甲貫徹力 | 装甲貫徹力 | 装甲貫徹力 | 装甲貫徹力       | 装甲貫徹力         | 装甲貫徹力           | 装甲貫徹力           |
| 砲弾       | 砲弾       | 砲弾       | 角度       | 射程             | 射程               | 射程                 | 射程                 |
| ---------- | ---------- | ---------- | ---------- | ---------------- | ------------------ | -------------------- | -------------------- |
| 弾薬       | 弾重       | 初速       | 弾着角     | 457.2m （500yd） | 914.4m （1,000yd） | 1,371.6m （1,500yd） | 1,828.8m （2,000yd） |
| AP Mk.I    | 1.077kg    | 792m/s     | 60°        | 52mm             | 40mm               |                      |                      |
| APCBC Mk.I | 1.219kg    | 792m/s     | 60°        | 53mm             | 49mm               | 44mm                 | 40mm                 |
| APHV       | 1.077kg    | 853m/s     | 60°        | 57mm             | 45mm               |                      |                      |
| APSV Mk.I  | 0.454kg    | 1,280m/s   | 60°        | 88mm             | 72mm               | 60mm                 | 48mm                 |
| APSV Mk.II | 0.567kg    | 1,143m/s   |            |                  |                    |                      |                      |
| HE Mk.II   | 0.861kg    | 792m/s     |            |                  |                    |                      |                      |

| 搭載AFV         | 搭載AFV                           | 搭載AFV                           |
| --------------- | --------------------------------- | --------------------------------- |
| 巡航戦車        | Mk.I（A9）                        | Mk.II（A10）                      |
| 巡航戦車        | Mk.III（A13）                     | Mk.IV（A13 Mk.II）                |
| 巡航戦車        | Mk.V カヴェナンター（A13 Mk.III） | Mk.VI クルセーダー（A15）         |
| 巡航戦車        | ラム                              | センチネル                        |
| 歩兵戦車 重戦車 | Mk.II マチルダII（A12）           | Mk.III バレンタイン               |
| 歩兵戦車 重戦車 | Mk.IV チャーチル（A22）           | TOG 1                             |
| 軽戦車          | Mk.VII テトラーク（A17）          | Mk.VIII ハリー・ホプキンス（A25） |
| 装甲車          | ダイムラー                        | AEC                               |
| 装甲車          | コベントリー                      | マーモン・ヘリントン              |
| 装甲車          | ライノー                          | 2ポンド対戦車砲キャリア           |

## 登場作品

### ゲーム
『R.U.S.E.』
イギリス軍の対戦車砲として登場。